# Polyschides andersoni
Polyschides andersoni är en blötdjursart som beskrevs av Lamprell och Healy 1998. Polyschides andersoni ingår i släktet Polyschides och familjen Gadilidae. Inga underarter finns listade i Catalogue of Life.